# Funatics Studio Alpha
Funatics Studio Alpha — дочірнє підприємство німецької компанії InnoGames, яке спеціалізується на розробці відеоігор, розташоване в місті Шермбек, Німеччина, засноване як незалежна компанія 1998 року. Після придбання, компанія була приєднана до підрозділу InnoGames в Дюссельдорфі, відкритого 2014 року. Том Фрідман, співзасновник Funatics, очолив новоутворене відділення після закінчення процесу об'єднання.

## Розроблені відеоігри
- Valhalla Hills
- Cultures Online
- Ufo Online
- Panzer General Online
- End War
- The Settlers II 10th Anniversary
- The Settlers: Heritage of Kings
- Cultures 2 – The Gates of Asgard
- ParaWorld
- 8th Wonder of the World
- Northland
- Catan – The First Island
- Zanzarah – The Hidden Portal
- Zanzarah – Mailing Monsters